# Сподні Ключаровці
Сподні Ключаровці (словен. Spodnji Ključarovci) — поселення в общині Ормож, Подравський регіон‎, Словенія.